# Franz Innerhofer (Mediziner)
Franz Innerhofer (* 18. April 1847 in Meran; † 11. November 1918 ebenda) war ein österreichischer Mediziner, Konservator, Kurator und Mäzen.

## Studium und Wirken
Als Medizinstudent an der Universität Innsbruck wurde Franz Innerhofer 1872 zum Dr. med. promoviert und später Direktor der Landesgebäranstalt sowie Mitgründer des 1898 in die Verantwortung der Barmherzigen Schwestern übergebenen St. Josefs-Instituts für schwachsinnige Kinder in Mils. 1879 machte er sich als Allgemeinarzt in Innsbruck selbständig; er schloss die Praxis 1897 und ging in seine Heimatstadt zurück, sein Auskommen war durch Mieteinnahmen gesichert.
Nach seiner Rückkehr 1898 nach Meran wurde er Obmann des 1899 gegründeten Museumsvereins, des ursprünglichen Trägers des Meraner Stadtmuseums. Zum Ausbau und Ausstattung des Museums hinterließ er dem Museum drei Häuser im Wert von 350.000 Kronen und seine umfangreiche Bibliothek.
1901 bis zu seinem Tod arbeitete er als Konservator für die K.k. Zentralkommission für Denkmalpflege in den Bezirken Burggrafenamt und Vinschgau. Dank seiner Interventionen gelang es, etliche heute geschützte Denkmäler vor der Zerstörung zu bewahren.
1908 war Innerhofer Mitbegründer der Meraner Ortsgruppe des Tiroler Vereins für Heimatschutz.
Von 1906 bis 1911 gab er die heimatkundliche Zeitschrift "Der Sammler", ab 1912 bis 1916 "Die Heimat" heraus.
Innerhofer war der erste Biograph von Peter Mitterhofer. 1908 veröffentlichte er in der Zeitschrift des Ferdinandeums für Tirol und Vorarlberg einen Artikel über dessen Schreibmaschinen.

## Werke

### Als Herausgeber
- Der Sammler Jahrgang 1906–1907
- Der Sammler Jahrgang 1907–1908
- Der Sammler 3. Jahrgang 1908–1909
- Der Sammler 4. Jahrgang 1910
- Der Sammler 5. Jahrgang 1911
- Geschichte Andreas Hofers, Meran, 3. Auflage 1913

## Ehrungen
1918  wurde Innerhofer zum Ehrenbürger von Meran ernannt. Im gleichen Jahr wurde er zum Ehrenmitglied des örtlichen Museumsvereins ernannt.
In Meran wurde 1959 eine Straße nach ihm benannt.